# Яхимівщина
Яхимівщина (біл. вёска Яхімоўшчына) — село в складі Молодечненського району Мінської області, Білорусь. Село підпорядковане Полочанській сільській раді, розташоване в західній частині області.